# Achryson immaculipenne
Achryson immaculipenne es una especie de escarabajo longicornio de la subfamilia Cerambycinae, tribu Achrysonini. Fue descrita científicamente por Gounelle en 1909.
Se distribuye por Argentina, Bolivia, Brasil, Colombia, Ecuador, Guayana Francesa, Paraguay y Venezuela. Mide aproximadamente 9-16 milímetros de longitud. El período de vuelo de esta especie ocurre en todos los meses del año.